# مأموران شیلد (فصل ۱)
فصل اول مأموران شیلد، فصل اول مجموعهٔ تلویزیونی آمریکایی مأموران شیلد بر پایه سازمان مارول کامیکس و کمیک شیلد است.